# Conselho Nacional de Segurança nos Transportes
O Conselho Nacional de Segurança nos Transportes (em inglês: National Transportation Safety Board), frequentemente abreviado por suas iniciais NTSB, é uma organização de investigação independente do governo dos EUA criada em 1967.
O NTSB é responsável pela investigação de acidentes de transporte civil. Nessa função, ele investiga e relata acidentes e incidentes de aviação, certos tipos de acidentes rodoviários, acidentes marítimos e de navios, incidentes em oleodutos, falhas em pontes e acidentes ferroviários. O NTSB também é responsável por investigar casos de liberação de materiais perigosos que ocorram durante o transporte. A agência está sediada em Washington, D.C. Ela possui quatro escritórios regionais, localizados em Anchorage, Alasca; Denver, Colorado; Ashburn, Virginia; e Seattle, Washington. A agência também opera um centro nacional de treinamento em suas instalações de Ashburn.